# Stanley G. Payne
Stanley George Payne (Denton, Texas, 9 de setembro de 1934) é um historiador da Espanha moderna e do fascismo europeu na Universidade do Wisconsin-Madison. Aposentou-se em 2004 e atualmente é professor emérito do Departamento de História. Payne é um dos mais famosos teóricos modernos do fascismo.

## Obra
Conhecido por sua descrição tipológica de fascismo, Payne é um especialista no movimento fascista espanhol e produziu também análises comparativas com o fascismo da Europa ocidental. Afirma que em certas maneiras o Nacional-Socialismo acompanhou o comunismo russo num grau muito maior do que o Fascismo foi capaz de fazer. Payne não propõe uma teoria de “fascismo vermelho” ou a noção de que comunismo e nazismo tenham sido essencialmente a mesma coisa. Ele estabelece que o Nacional-Socialismo hitlerista seguiu mais de perto os caminhos do comunismo russo do que qualquer outro sistema não-comunista.
Na década de 1960, seus livros foram publicados em espanhol pela Éditions Ruedo ibérico (ERi), uma editora fundada em Paris, França, por refugiados espanhóis da Guerra Civil que se opuseram ao governo do general Francisco Franco publicando livros proibidos na Espanha franquista. Seu posicionamento relativamente a Guerra Civil Espanhola tem sido lançar luzes sobre as origens do conflito e abordar os seus mitos correlatos. Um dos seus livros mais famosos é Spanish Civil War, The Soviet Union and Communism, no qual analisa a intervenção de Josef Stalin e do governo soviético na Espanha. Escreveu também The Franco Regime, The Spanish Civil War e A History of Fascism 1914-1945.
Payne se vale de uma longa lista de itens para caracterizar o fascismo, incluindo a criação de um estado autoritário; um setor econômico regulado pelo estado e integrado ao estado; o simbolismo fascista; o anti-liberalismo; o anticomunismo; e o anticonservadorismo. Vê ainda a eliminação da autonomia ou, em alguns casos, da completa existência de capitalismo de larga escala como o objetivo comum de todos os movimentos fascistas.

## Educação
Payne diplomou-se bacharel no Pacific Union College em 1955. Recebeu o seu grau de mestre do Claremont Graduate School and University Center em 1957; e um doutorado (Ph.D.) da Universidade Columbia em 1960.

## Livros
| - Falange: A History of Spanish Fascism, 1961 - Politics and the Military in Modern Spain, 1967 - Franco's Spain, 1967 - The Spanish Revolution, 1970 - A History of Spain and Portugal (2 vol 1973) texto completo online grátis, vol 1, antes de 1700; texto completo online grátis, vol 2, depois de 1700 - Basque Nationalism, 1975 - La revolución y la guerra civil española, 1976 - Fascism: Comparison and Definition, 1980 - Spanish Catholicism: An Historical Overview, 1984 - The Franco Regime 1936-1975, 1988 | - Franco: El perfil de la historia, 1992 - Spain's First Democracy: The Second Republic, 1931-1936, 1993 - A History of Fascism 1914-1945, 1996 - El primer franquismo, 1939-1959: Los años de la autarquía, 1998 - Fascism in Spain 1923-1977, 2000 - The Spanish Civil War, the Soviet Union, and Communism 1931-1939, 2004. - The Collapse of the Spanish Republic, 1933-1936, 2006 - Franco and Hitler: Spain, Germany, and World War II, 2008 - Spain: A Unique History, 2011. - Franco: A Personal and Political Biography, 2014. |

## Prêmios
- Marshall Shulman Book Prize em 2005.[12]
- Gran Cruz de Isabel la Católica do governo espanhol em 2009.